# کل نیزار جنوبی
کل نیزار جنوبی (نام علمی: Redunca arundinum) نام یک گونه از سرده کل نیزار است.